# إيرل غينز
إيرل غينز (بالإنجليزية: Earl Gaines)‏ هو مغني أمريكي، ولد في 19 أغسطس 1935، وتوفي في 31 ديسمبر 2009.

## وصلات خارجية
- إيرل غينز على موقع ميوزك برينز (الإنجليزية)
- إيرل غينز على موقع ديسكوغز (الإنجليزية)